# Locomotiva FFS Fb 4/4
Le  locomotive Fb 4/4 delle Ferrovie Federali Svizzere sono state delle locomotive elettriche alimentate a corrente alternata trifase a frequenza ferroviaria utilizzate tra il 1907 e il 1930 sulla linea del Sempione.
Sono state le prime locomotive elettriche trifase dotate di quattro velocità di regime.
Si dividono in due sottogruppi numerati Fb 4/4 366-367 e 368-369, diversi in pochi particolari.

## Progetto
Il progetto delle locomotive 366 e 367 (poi classificate dalle FFS come Fb 4/4) venne sviluppato rapidamente dalla Brown-Boveri in vista del loro esercizio nella breve ma impegnativa tratta comprendente la galleria del Sempione che aveva allacciato la linea della Valle del Rodano, in Svizzera, e la stazione di confine italiana di Domodossola; occorreva, infatti, restituire alle Ferrovie dello Stato italiane le tre unità noleggiate all'apertura della galleria. La consegna delle due locomotive, avvenuta tra l'ottobre del 1907 per la 366 e l'anno successivo nel caso della 367, permise il rientro delle unità in Italia. Le locomotive erano interamente nuove come concezione: a quattro assi motori azionati da una coppia di motori, fissati al telaio della macchina, che trasmettevano la coppia motrice mediante una biella quadrangolare. La caratteristica più interessante era quella di avere solo i due assi interni rigidamente vincolati al carro, mentre i due esterni erano articolati e ciò teneva molto ridotto il passo rigido della locomotiva con benefici risultati sulla inscrivibilità in curva e sulla stabilità di marcia complessiva. Ma la novità assoluta (in tutto il panorama costruttivo mondiale) stava nella possibilità di 4 velocità di marcia ottenute con statori a doppio avvolgimento e a numero di poli variabile con rotori in corto circuito permanente. La regolazione della corrente all'avviamento veniva ottenuta mediante trasformatore che regolava la tensione di alimentazione.
In seguito all'elettrificazione della tratta tra Briga e Sion della Ferrovia del Sempione, tra il 1919 ed il 1920 furono costruite due ulteriori locomotive dello stesso tipo, che presero i numeri 368 e 369.
Le locomotive cessarono definitivamente il loro servizio nel 1930 in seguito alla trasformazione a corrente alternata monofase dell'intera linea svizzera del Sempione e della tratta italiana fino a Domodossola.

## Costruzione

### Parte meccanica
Il rodiggio D permise di avere una massa tutta aderente.
Le sale estreme furono dotate di articolazione Klein-Lindner.

### Parte elettrica
La locomotiva era dotata di due motori di trazione da 625 kW ciascuno, rigidamente montati sul telaio. Lo statore era a doppio avvolgimento con numero di poli differente. Il rotore era a gabbia, in corto circuito permanente. La regolazione della corrente di avviamento anziché a reostato avveniva regolando la tensione mediante trasformatore a variazione di induttanza. I trolley erano due del tipo Brown-Boveri a stanga.
| Velocità nominale (km/h) | Potenza oraria (kW) | Forza di trazione (kN) |
| ------------------------ | ------------------- | ---------------------- |
| 27                       |                     |                        |
| 35                       |                     |                        |
| 54                       |                     |                        |
| 70                       |                     |                        |

## Esercizio
Le prime due locomotive entrarono in esercizio tra Briga e Iselle tra il 1907 ed il 1908 svolgendo il servizio a navetta per il traino dei treni nel tunnel del Sempione. Nella stazione italiana cedevano il materiale trainato alle locomotive a vapore svizzere che lo portavano fino a Domodossola.

## Conservazione museale
Nessuna unità è stata conservata.